# Fontibón
Fontibón es la localidad número 9 del Distrito Capital de Bogotá. Se encuentra ubicada en el occidente de la ciudad. Cuenta con un aproximado de 444 951 habitantes.

## Toponimia
Durante la época precolombina, recibió indistintamente los nombres de Hyntiba, Hontybón, Ontibón, Fontibón, probablemente derivado del nombre del cacique o la gente que lo habitaba, este último fue adoptado desde su fundación hispánica en 1594. Su nombre también se deriva del vocablo indígena Huntia, que hace referencia al poderoso capitán.

## Geografía física
Fontibón queda en un terreno relativamente plano de la sabana de Bogotá.
Extensión: 3328 hectáreas.

### Hidrología
Además de los ríos Bogotá y Fucha y la quebrada San Antonio, en Fontibón se encuentran algunos humedales, como el humedal de Capellanía, el humedal del Meandro del Say y el humedal Hyntiba - Escritorio que contienen parte importante de la biodiversidad del Distrito Capital.

### Límites
Funza, Río Bogotá, localidad de Engativá,  Avenida José Celestino Mutis, Mosquera, localidad de Engativá, localidad de Kennedy, Tintal Norte y Castilla, Río Fucha, localidades de Teusaquillo y de Puente Aranda, Avenida 68.

## Historia

### Época Colonial
Durante la época española sirvió como tránsito para las recuas de mulas y de viajeros entre Santa Fe y el río Magdalena. De aquella época se conservan, alrededor de su plaza central, edificios de estilo español como la Catedral Santiago Apóstol, la casa de los nobles y la casa de los viajeros.

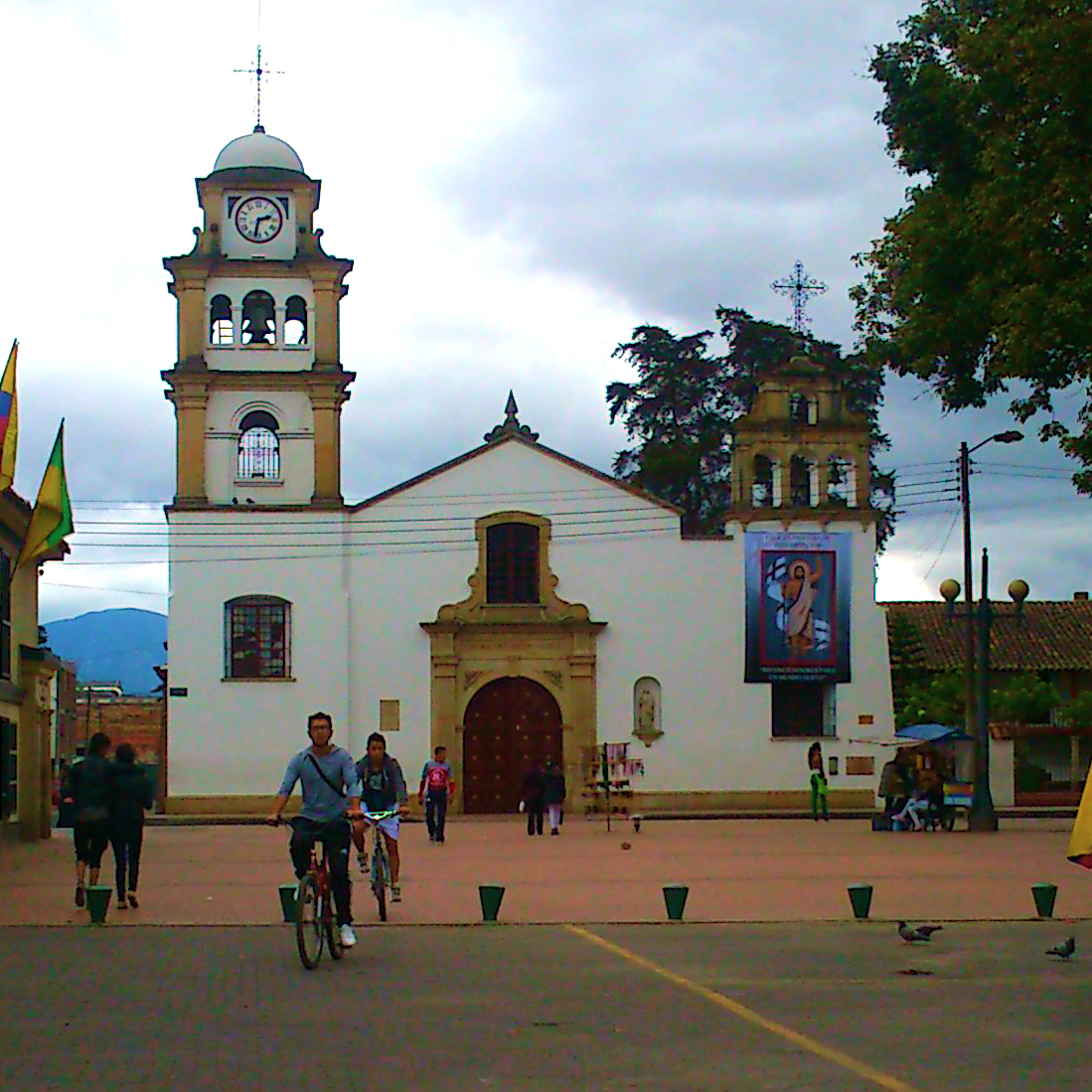
Catedral Santiago Apóstol.

Fue fundada por el oidor Francisco de Anuncibay el 19 de mayo de 1594, quien además construyó un puente para unir a esta población con la capital. Según el decir de las gentes, ese puente se construyó para facilitar el paso del oidor en sus visitas a su novia, Jerónima de Olaya. Más tarde, durante el virreinato y gran parte de la república, se construyó una vía de tierra con el fin de unir a Fontibón con la capital, conocida hoy como la Calle 13 principal arteria entre el oriente y suroccidente de la capital.

### SigloXIX
En el virreinato, Fontibón no solo vio surgir haciendas y opulencia. En sus escenarios se gestaron varias de las reuniones que terminarían generando el movimiento  que llevó a la libertad del país. Pasada la independencia, por estas mismas calles salió Simón Bolívar hacia Santa Marta en procura de una mejor salud, en medio de gritos de “¡Fuera, fuera, Longanizo!”, con lo que lo despidió la gente de la localidad.Además, figuras reconocidas en la historia del país, como Manuel Ancízar, escritor de "La peregrinación de Alpha", nacieron en la localidad. Durante la segunda mitad del siglo XIX fueron frecuentes las disputas alrededor de la propiedad de la tierra en varias de las haciendas ubicadas en la localidad

### SigloXX

Antiguas Veredas.

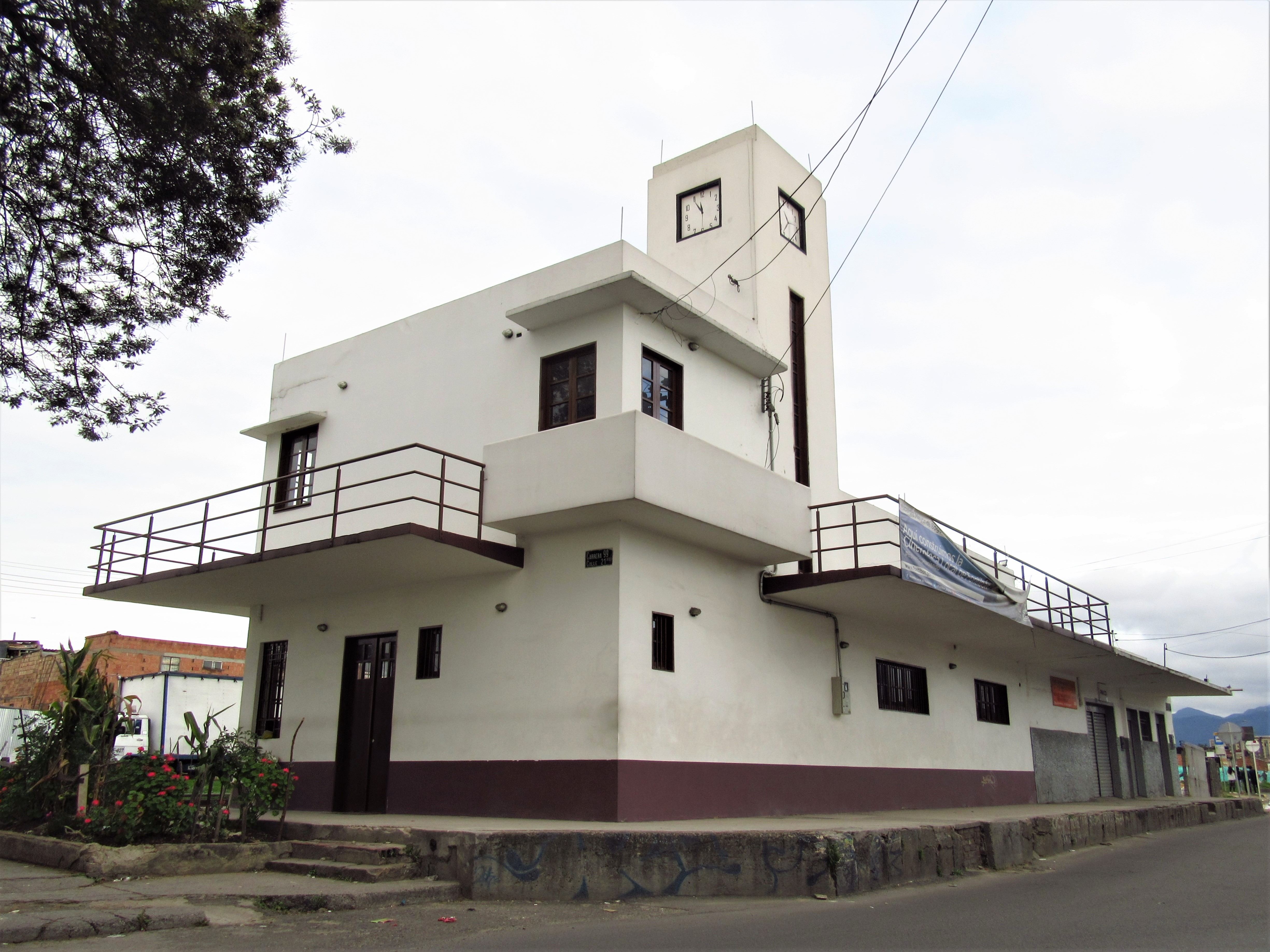
Estación del Ferrocarril.

Durante la década de 1930, la política de masas, impulsada por la llegada del partido Liberal al poder, tuvo un escenario de desarrollo en la localidad. El hasta entonces municipio de Fontibón es anexado en 1954 al Distrito Especial de Bogotá, en el que su territorio se extendía hasta los límites al norte con lo que hoy es el Aeropuerto El Dorado, con la Hacienda El Salitre de Bogotá al oriente (al que incorporaría luego), al sur hasta el Ferrocarril del Sur y al occidente, hasta el sector de Techo, El Humedal El Burro y los límites del actual barrio Tintal (Avenida Manuel Cepeda Vargas), por lo cual estos últimos serían cedidos a Kennedy en 1977, año en que se establece como alcaldía menor y la constitución política de 1991 lo convierte en localidad de Bogotá.
Personajes importantes como el expresidente Mariano Ospina Pérez, tuvo una casa de residencia, a una cuadra de la actual plaza de mercado.
Inmigrantes de diferentes países europeos a mediados del siglo XX se residenciaron en Fontibón, y montaron negocios como panaderías (La Palma, pastelería Danesa), reposterías (La Toledo, por don Fernando, de origen español, quien comenzó vendiendo churros en el parque central, cerca a la actual catedral), charcuterías (como La Itala, por inmigrantes italianos). Profesores de origen yugoslavo, como el profesor Katich del Colegio de Los Andes. Durante la década de 1920, la compañía de telegrafía inalámbrica Marconi instaló sus antenas en terrenos de Fontibón.

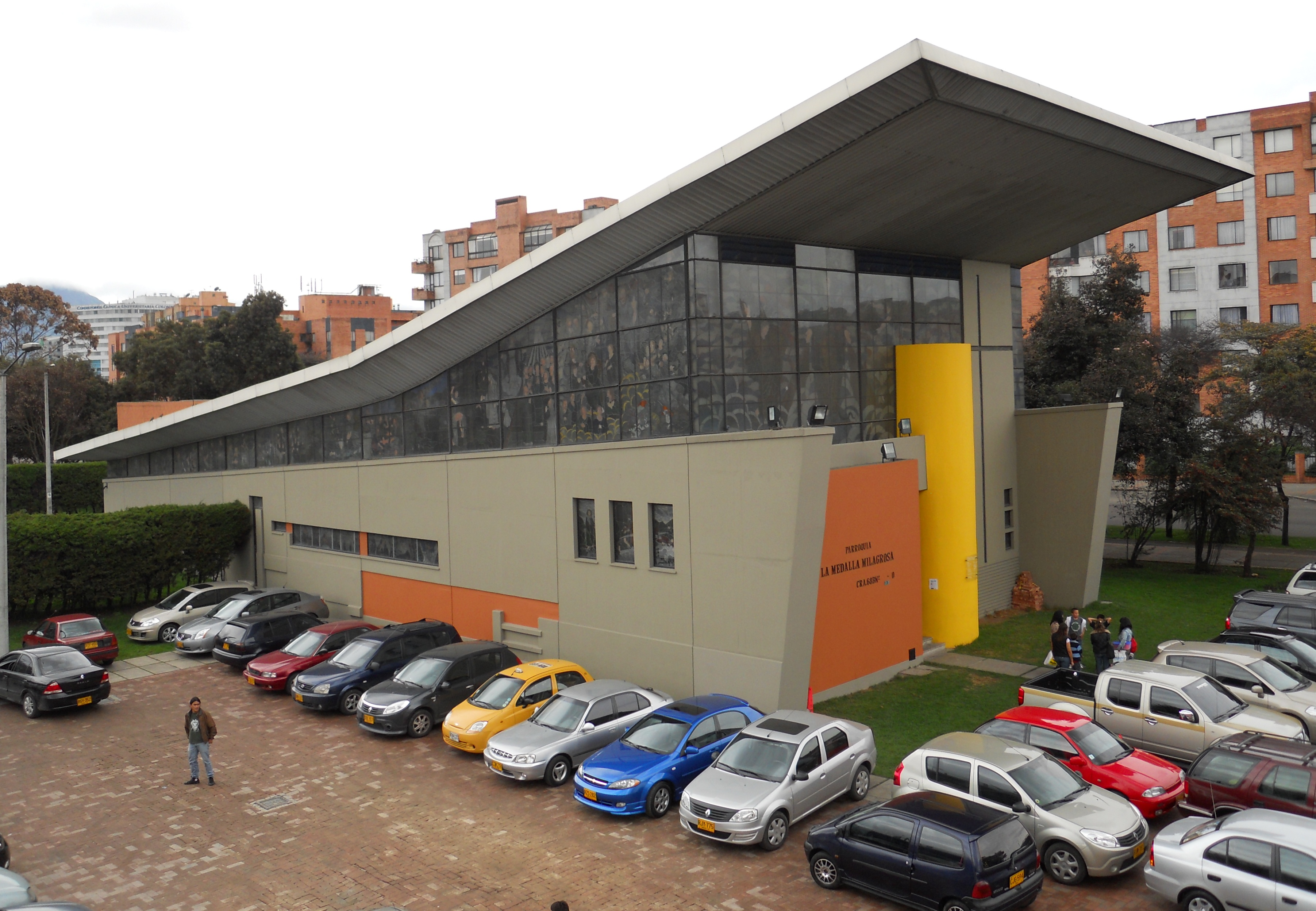
Parroquia de La Medalla Milagrosa en Ciudad Salitre.

Durante muchos años, Fontibón fue paso obligado de la competencia ciclística Vuelta a Colombia, y tuvo corredores muy queridos por los habitantes como Pedro J. Gómez, quien no se destacó en los primeros lugares, pero participó con mucho empeño durante varias ediciones del evento.
Durante una visita del presidente de los Estados Unidos John F. Kennedy, su ingreso a Bogotá fue un desfile por la hoy llamada Carrera 100, y que en ese tiempo se la denominó la Avenida Kennedy, en homenaje al famoso presidente, pocos años después asesinado en Dallas.

### SigloXXI
Hoy en día Fontibón es uno de los centros industriales importantes de la capital, en ella se encuentran fábricas embotelladoras, factorías de empaques, constructoras de carrocerías, laboratorios y diversos tipos de comercio.
Su estructura urbanística responde a las características típicas del desarrollo incluyendo problemas de servicios públicos, viales, etc. Arquitectónicamente, Fontibón es una mezcla de estructuras modernas y edificaciones de la época hispánica.
La historia y memoria de la localidad son del interés de buena parte de los habitantes del sector, y para comienzos del siglo XXI se hacen grandes esfuerzos porque la urbanización no rompa los lazos con un pasado lleno de riqueza cultural, como, por ejemplo, la relación con su rica estructura hídrica.

## Política local
El gobierno local se compone de la Junta Administradora Local y el Alcalde local (designado mediante terna por el Alcalde Mayor). Al ser parte del Distrito Capital, todas las entidades y corporaciones de orden distrital tienen jurisdicción en la localidad. La alcaldía se encuentra ubicada en la Carrera 99 #19-43.
| Partido            | Partido | Escaños |
| ------------------ | ------- | ------- |
|                    | AV      | 2/9     |
|                    | NL/EM   | 2/9     |
|                    | PL      | 2/9     |
|                    | PH      | 1/9     |
| Centro Democrático | CD      | 1/9     |
|                    | CR/M    | 1/9     |
|                    |         |         |

## Geografía humana

### Organización territorial
A partir del Decreto distrital n.º 555 del 29 de diciembre de 2021, por el cual se adopta la revisión general del Plan de Ordenamiento Territorial de Bogotá (POT) "Bogotá Reverdece" 2022 - 2035, Bogotá queda dividida administrativamente en 33 UPL.
Parte importante del territorio de la localidad de Fontibón queda constituido por dos Unidades de Planeamiento Local (UPL) así:
La localidad de Fontibón está dividida en 8 UPZ (Unidades de Planeamiento Zonal). A su vez, estas unidades están divididas en barrios, como vemos aquí (algunas UPZ comparten barrios), que a futuro serán transformadas algunas de ellas en Unidades de Planeación Local.
| UPL                                                                     | Barrios |
| ----------------------------------------------------------------------- | --- |
| Fontibón                                                                | Arabia, Atahualpa, Bahía Solano, Santiago Batavia, Belén, Betania, Boston, Centenario, Centro A, El Carmen, El Cuco, El Guadual, El Jordán, El Pedregal, El Ruby, El Tapete, Ferrocaja, Flandes, Fontibón Centro, La Cabaña, La Giralda, La Laguna, Las Flores, Palestina, Rincón Santo, Santander, Salamanca, San Pedro-Los Robles, Torcoroma, Unidad Residencial Montecarlo, Valle Verde, Veracruz, Versalles, Villa Beatriz, Villa Carmenza, Villemar. |
| Fontibón                                                                | Ambalema, Bohíos, El Portal, El Refugio, El Triángulo, Florencia, Jericó, La Aldea, La Estación, La Perla, La Zelfita, Las Brisas, Prados de la Alameda, Puente Grande, San Pablo, Selva Dorada, Villa Liliana, HB, Recodo. |
| Fontibón                                                                | Pueblo Nuevo, Moravia, Kasandra, Sabana Grande. |
| Fontibón                                                                | El Bogotano |
| Salitre                                                                 | Carlos Lleras, La Esperanza Norte, Salitre Nor-Occidental, Sauzalito |
| Salitre                                                                 | El Franco, Granjas de Techo, Montevideo, Paraíso Bavaria, Visión Semiindustrial, Hayuelos. |
| Salitre                                                                 | Bosque de Modelia, Baleares, Capellanía, El Rincón de Modelia, Fuentes del Dorado, Cofradía, La Felicidad, La Esperanza, Mallorca, Modelia, Modelia Occidental, Santa Cecilia, Tarragona. |
| Fontibón (al oeste de la Carrera 96) Salitre (al este de la Carrera 96) | El Jardín, La Rosita, Puerta de Teja, San José, Veracruz. |

En el área de Fontibón quedan pocas veredas; la mayor parte se encuentran cerca de los ríos Fucha y Bogotá.

## Movilidad
La localidad de Fontibón históricamente es un punto de ingreso y salida de movilidad entre Bogotá y los municipios de la vecina Provincia de Sabana Occidente y de ésta con el occidente del territorio colombiano conectando la Avenida Centenario que en el río Bogotá se convierte en la Ruta Nacional 50.
| Avenida                   | Trazado en la localidad                                                                     | Ciclovías                          |
| ------------------------- | ------------------------------------------------------------------------------------------- | ---------------------------------- |
| José Celestino Mutis      | Desde Carrera 98 a Transversal 123                                                          | No                                 |
| Eldorado                  | Desde Avenida 68 a Aeropuerto                                                               | Sí                                 |
| La Esperanza              | Desde Avenida 68 a Carrera 129                                                              | Sí, desde Avenida 68 a Carrera 68D |
| Centenario                | Desde Avenida 68 a Puente Grande Río Bogotá                                                 | No                                 |
| Variante Calle 17         | Desde cruce de Avenidas Centenario con Longitudinal de Occidente hasta la Carrera 120       | No                                 |
| Carrera 129               | Desde Avenida Centenario hasta la Calle 24, aledaño al Aeropuerto                           | No                                 |
| Longitudinal de Occidente | Desde Río Fucha hasta Avenida Centenario y Variante Calle 17                                | No                                 |
| Carrera 100               | Desde Diagonal 15A hasta Avenida El Dorado                                                  | No                                 |
| Ciudad de Cali            | Desde Río Fucha (Capellanía) hasta Avenida El Dorado (Modelia)                              | Sí                                 |
| Boyacá                    | Desde Río Fucha (Franco) hasta Avenida El Dorado (Modelia)                                  | Sí                                 |
| Avenida 68                | Desde Río Fucha (Granjas de Techo-Zona Industrial) hasta Avenida El Dorado (Ciudad Salitre) | Sí                                 |
| Carrera 106               | Desde Río Bogotá hasta Avenida Centenario (Zona Franca-Sabana Grande)                       | No                                 |
| Carrera 123               | Desde Río Bogotá hasta Avenida Centenario (El Chanco)                                       | No                                 |

A nivel interurbano, interdepartamental e internacional, el Terminal de Transportes está ubicado en la localidad, concretamente en el sector de Ciudad Salitre. Desde allí salen la mayoría de autobuses con distintos destinos en todo el país. También pasa por la Avenida Boyacá la ruta del Corredor Bogotá-Soacha y por la de Las Américas, las rutas de los municipios de Sabana Occidente hasta Facatativá.

### TransMilenio y SiTP
La localidad de Fontibón es una de las últimas que cuenta con el sistema masivo de transporte TransMilenio. El extremo norte se beneficia directamente con la Troncal Avenida Eldorado (Línea K) con las estaciones: Portal Eldorado - Centro Comercial Nuestro Bogotá, Modelia, Normandía, Avenida Rojas - UNISALESIANA y El Tiempo - Cámara de Comercio de Bogotá, además de los paraderos de Bus Dual entre la Transversal 93 y el Aeropuerto Eldorado.

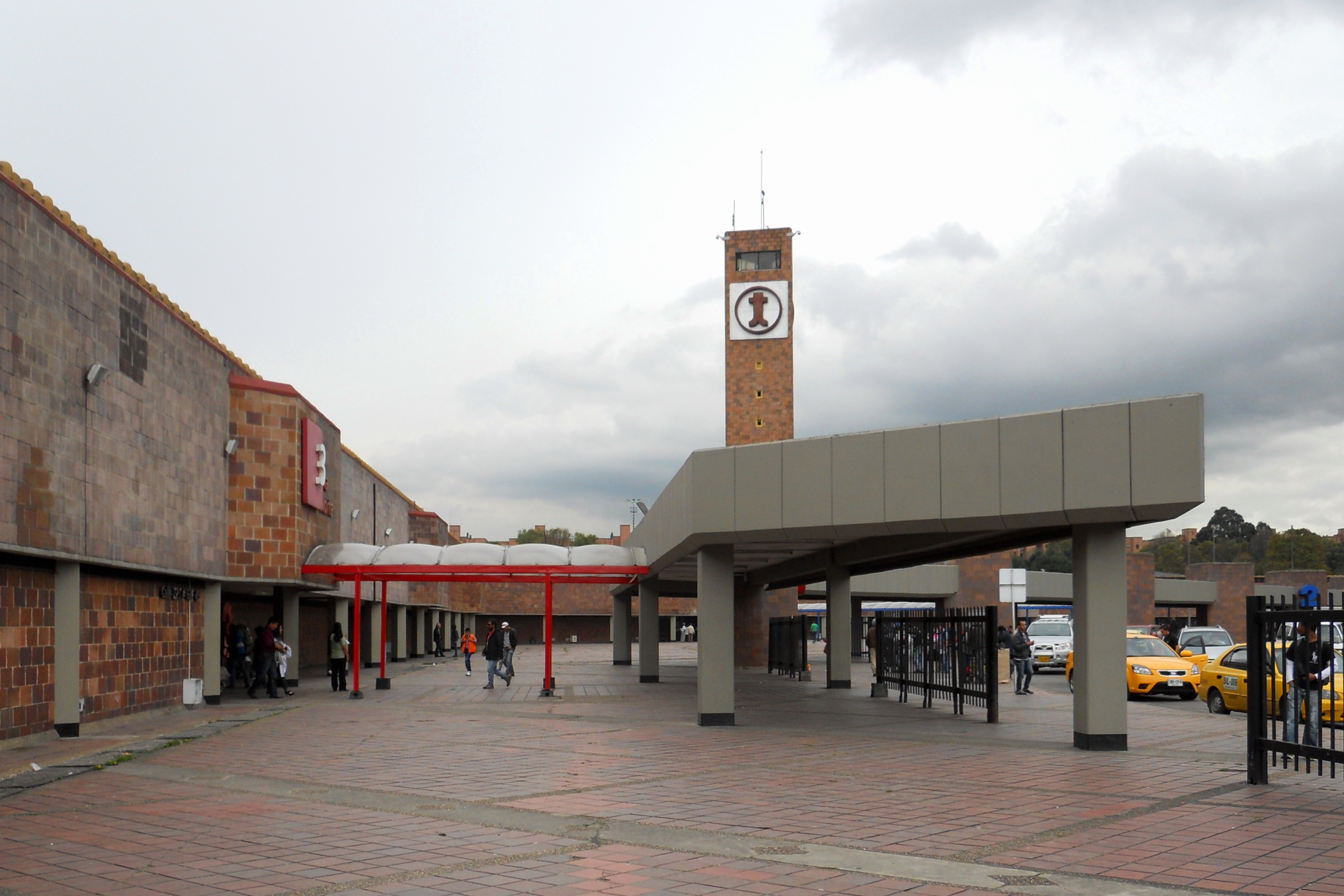
Terminal de Transportes

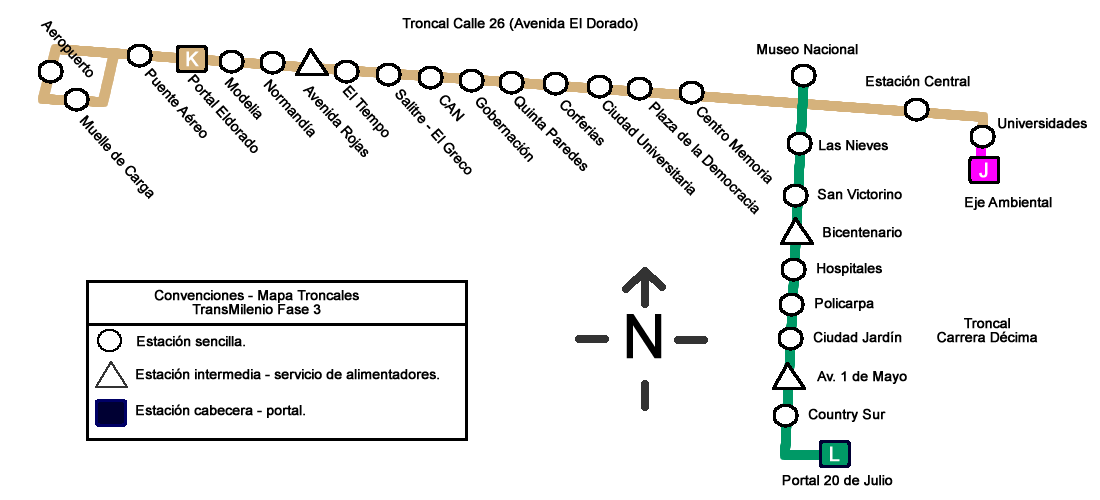
Mapa de la fase 3, funcionando desde 2012.

| Portal Eldorado - CC Nuestro Bogotá (Afluente sur) | Modelia                          |
| --- | -------------------------------- |
| - 16-3 El Dorado Álamos (último paradero en Modelia) - 16-7 Fontibón La Estancia - 16-8 Zona Franca - 16-9 Fontibón Centro - 16-10 Vilemar - 16-14 Aeropuerto | - 17-3 Avenida Rojas (a Modelia) |

Con la implementación del Sistema Integrado de Transporte Público de Bogotá, la localidad de Fontibón queda dividida en dos zonas: entre la Calle 26 y la Calle 13 es la zona 6 Fontibón, operada por el concesionario Coobus S.A.S; y entre la Calle 13 y el límite sur de la localidad es la zona 7 Tintal - Zona Franca, operada por el concesionario Este es Mi Bus S.A.S. Dados los problemas que ha tenido Coobus S.A.S., la implementación y operación de servicios troncales, alimentadores y zonales se han visto afectadas; por tal razón, la localidad de Fontibón está atrasada en implementación de servicios del SITP.

## Economía
Fontibón es un importante centro industrial y comercial, así como un importante centro de transportes.

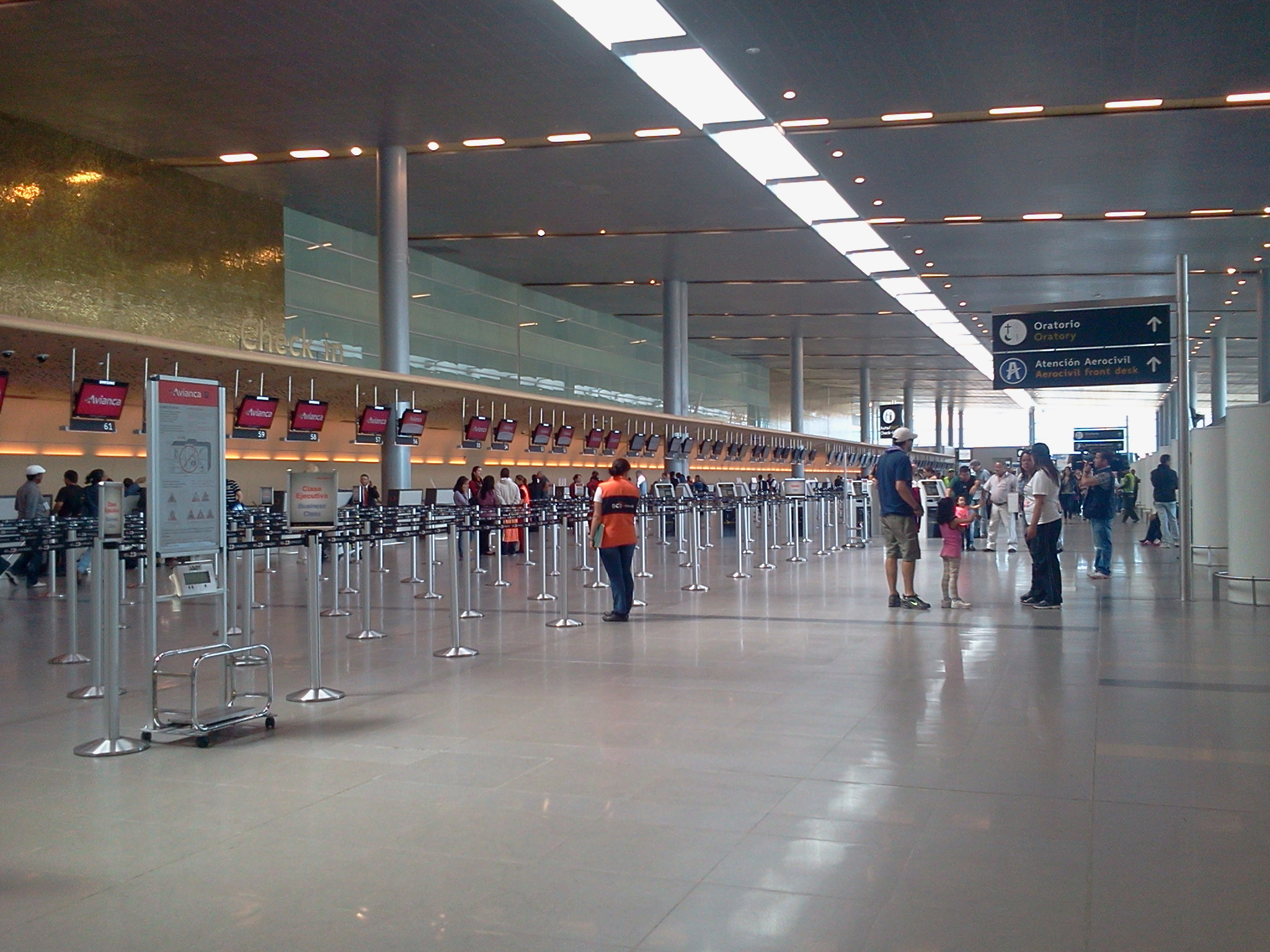
Aeropuerto Internacional El Dorado.

En Fontibón se encuentran el Aeropuerto Internacional El Dorado (originalmente parte de la localidad de Engativá) y la Terminal de Transportes de Bogotá.
Así mismo, se encuentran importantes fábricas y bodegas, incluyendo la Zona Franca de Bogotá, el principal centro de máquinas en Bogotá.
Sobre la Avenida Eldorado se encuentran oficinas de importantes compañías de servicios, incluyendo el moderno edificio de la Cámara de Comercio de Bogotá.
El barrio tiene la sede de SATENA.
Entre sus residentes predomina la clase media y media alta, el estrato socioeconómico 3 y 4.
- Centro Comercial Hayuelos, el tercer centro comercial más grande de Bogotá.
- Centro Comercial Salitre Plaza ubicado en ciudad salitre occidental, entre la Avenida Esperanza y Avenida Rojas.
- Centro comercial Plaza Claro.
- Centro Comercial Multiplaza.

## Sitios de interés
- Aeropuerto El Dorado de Bogotá.

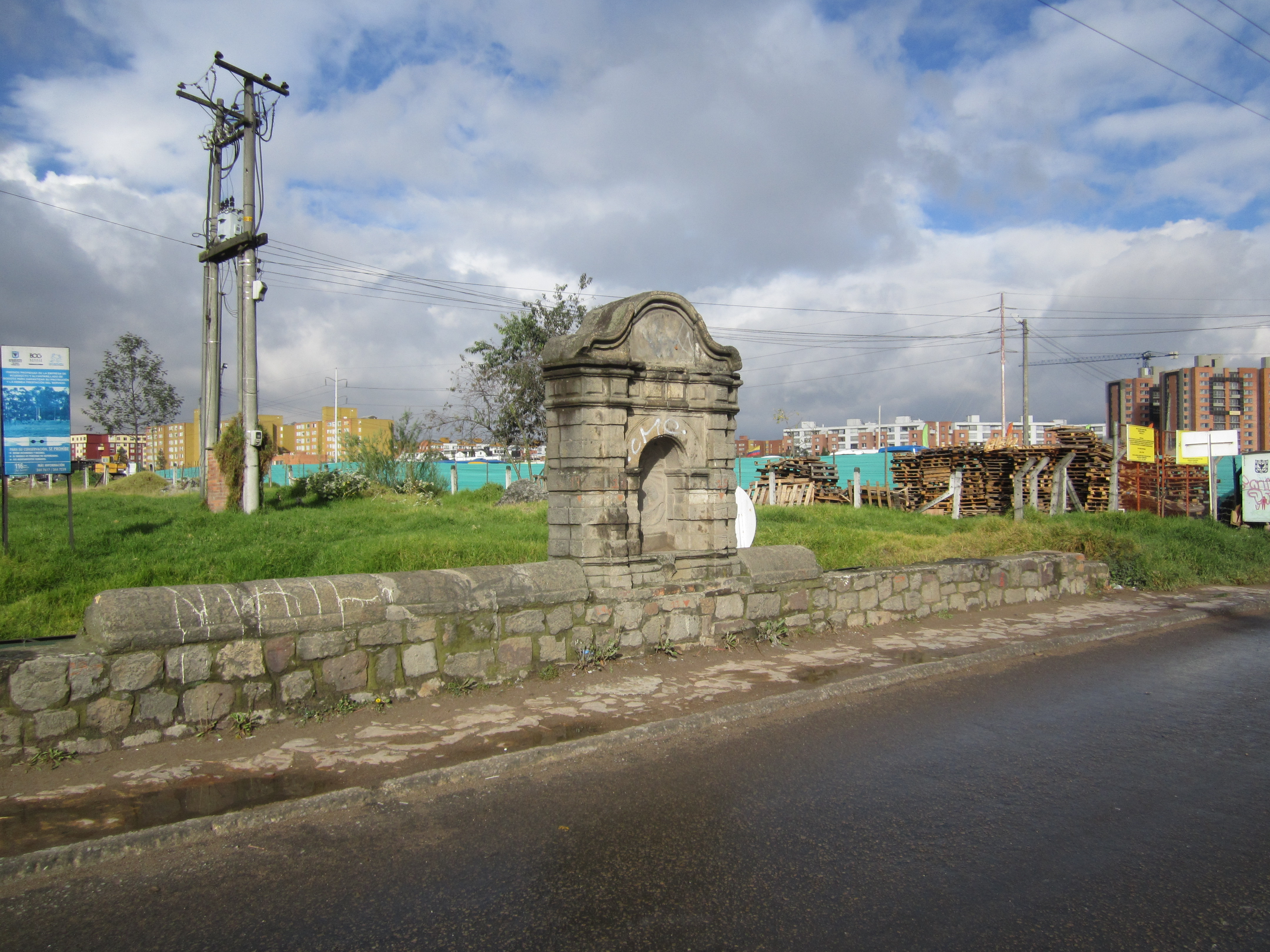
Estela con la efigie del virrey José Solís Folch de Cardona en el puente de San Antonio.

- Puente de San Antonio de la Zanja, monumento nacional tallado en piedra hacia 1670, tiene la efigie del virrey José Solís Folch de Cardona.
- Casa de forasteros o casa del pueblo, actualmente Casa de la Cultura Cacique Hyntiba, es sala de ensayos y exposiciones.
- Casa de la comisaría, Casona restaurada de estilo colonial, hoy es sede de la Junta Administradora Local.
- Estación de Fontibón, estación del ferrocarril construida a principios del siglo XX, constituye testimonio mudo del transporte férreo en Colombia.
- Camino de Salamanca, antiguo camino de bestias rodeado de molinos y haciendas lecheras.
- Meandro del Say, una zona lacustre rica en biodiversidad.

## Servicios públicos
Educación
Fontibón cuenta con 122 colegios entre públicos y privados.

## Cultura
La actividad cultural de Fontibón se dio en los primeros años, gracias a las actividades culturales de los colegios e instituciones académicas allí situados. Posteriormente se vieron nacer grupos culturales musicales como Los Amerindios, y de teatro como el Teatro Experimental de Fontibón y Nemcatacoa.
A mediados del siglo XX, Fontibón contaba con dos salas de cine: El teatro Bolívar, localizado muy cerca de la estación del tren; y el teatro Avirama, que quedaba sobre la actual calle 17 con carrera 96. El teatro Bolívar fue famoso pues allí se proyectaban películas especialmente mexicanas, tanto románticas como de aventuras y cómicas. Allí, los habitantes se divertían con las ocurrencias de humoristas mexicanos como Viruta y Capulina, Cantinflas, y con las historias de aventuras y amorosas de Pedro Infante, Javier Solís, entre otros. En el teatro Avirama se presentaban películas más variadas y más recientes de la cartelera internacional. Estas salas de cine, también eran utilizadas por los colegios más prestigiosos para actividades como las graduaciones de fin de año (llamadas sesiones solemnes o clausuras). Otra sala de cine fue el teatro Milán, más moderno que sus antecesores, ubicado también muy cerca de la antigua estación del tren, en la actual carrera 100.
En Fontibón vivieron artistas como la cantante Claudia Osuna, el famoso Marcelino Rodríguez, popularmente conocido como "Mandíbula", conocido actor del popular programa de televisión colombiana Sábados felices. Otras actividades culturales de interés fueron los desfiles de colegios con sus bandas de guerra, especialmente en los días de festividades religiosas y patrióticas, y los trayectos desde la localidad hasta festivales como Rock al Parque. Se distinguían entre otros el Colegio Santa Ana, Instituto Infantil y Juvenil INJUV, El Colegio Los Andes, El Colegio La Abadía, El Colegio, El Colegio del Perpetuo Socorro, El Colegio de Las Monjas, etc.
Hoy en día Fontibón posee una rica actividad artística en especial el teatro, cuenta con tres salas donde se realiza formación en teatro,, la Sala de Ensamblaje Teatro en el barrio Puerta de Teja, La Sala Augusto Boal y La Sala del Grupo Las Babas de la Luna en el Barrio el Recodo.
Existen más de 10 monumentos en homenaje a figuras significativas en la localidad de Fontibón.

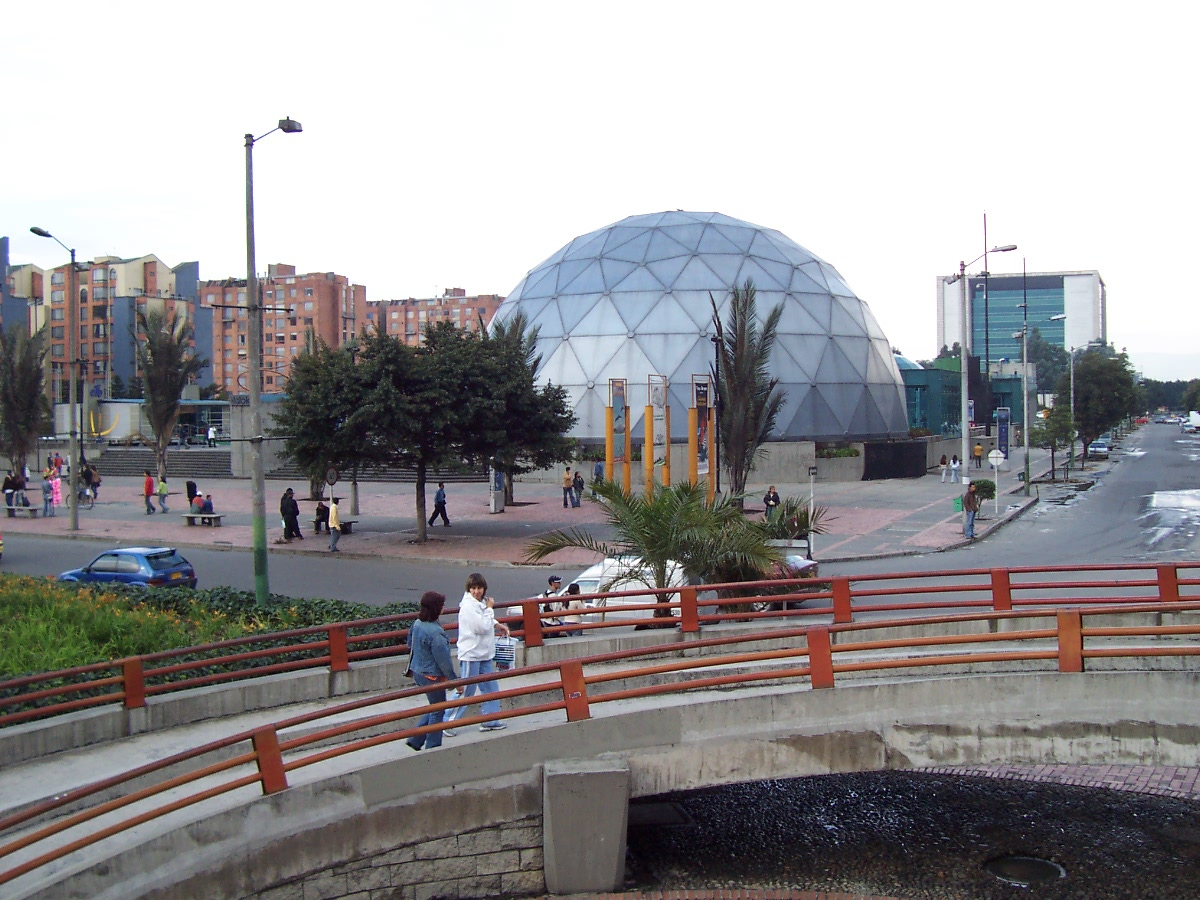
Maloka

- Biblioteca de la Giralda, antigua biblioteca municipal, por muchos años funcionó anexa a la alcaldía, luego en Modelia y actualmente con ludoteca y una colección ampliada, es parte de la red de bibliotecas públicas de Bogotá - BibloRed.[31]
- Biblioteca Manuel Zapata Olivella - El Tintal, también de BibloRed[32]
- Museo Aeroespacial de Colombia, exhibe una amplia colección de aeronaves y diferentes elementos aeronáuticos y espaciales, sus orígenes se remontan a 1962.
- Maloka es un museo interactivo, además de un programa de investigación y centro de entretenimiento basado en el mismo, localizado en la ciudad de Bogotá, en Colombia. Su nombre deriva de la maloca, la cual es una casa grande que sirve de lugar de reunión de muchas comunidades indígenas del Amazonas.
- Crea Villemar.[33]
- Teatro Experimental Fontibón.
- La cantidad de ríos que atraviesan la localidad ha generado un interesante movimiento de educación ambiental, particularmente hídrica[34]

## Deporte

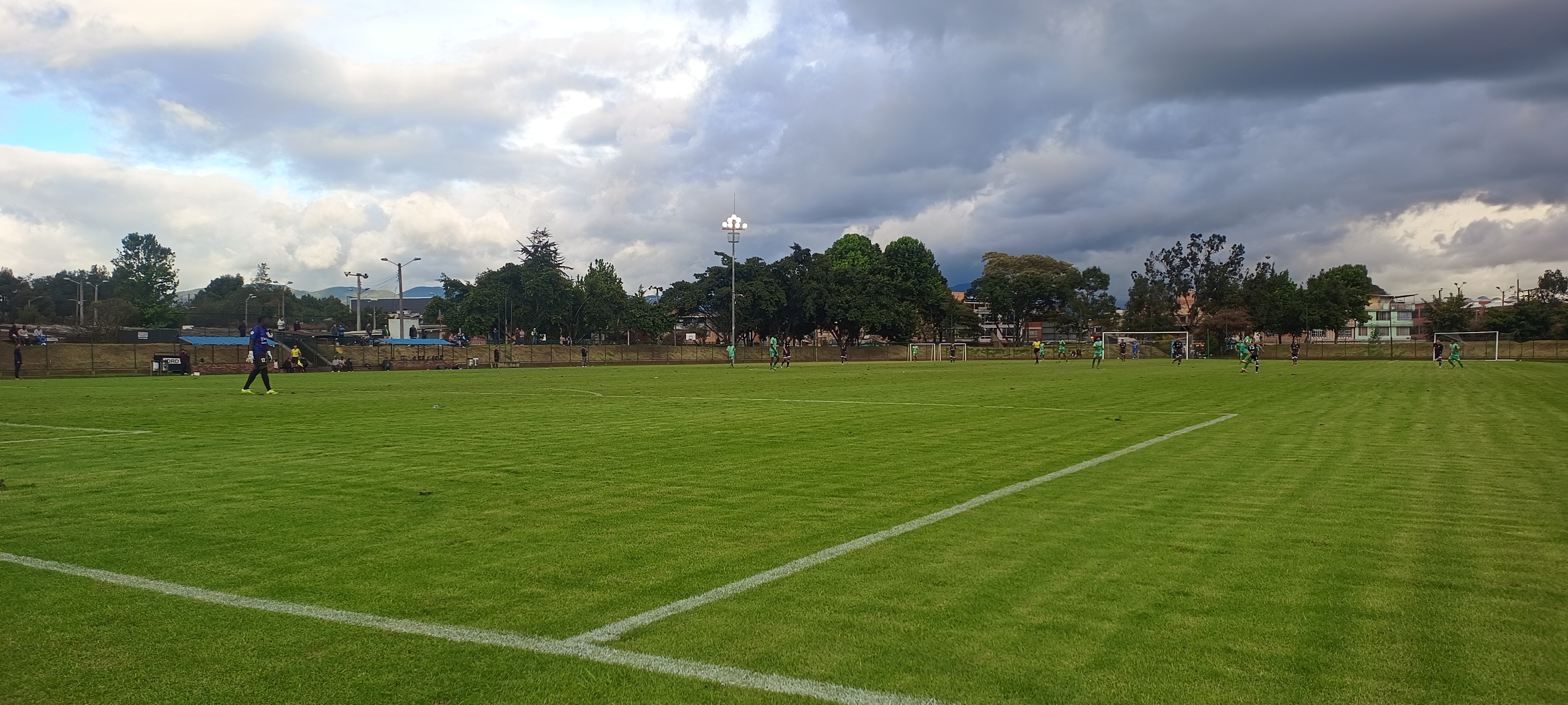
Estadio Atahualpa en la localidad de Fontibón.

El principal escenario deportivo de la localidad es el Estadio Atahualpa, que desde el año 2023 cuenta con cerramiento y se encuentra localizado dentro del parque del mismo nombre, siendo uno de los campos de entrenamiento de las selecciones que disputaron la Copa Mundial Femenina de Fútbol Sub-20 de 2024.
Fue muy famoso el Comité de Fútbol de Fontibón (CODEFON), que organizaba todos los años los torneos de fútbol de categorías mayor y ascenso, con personajes muy reconocidos como Wenceslao Polanco. Los fines de semana era todo un programa familiar asistir a los partidos en las canchas de Villemar, Atahualpa, la Metropolitana, La Giralda, HB, Icofieltros o Palestina. Allí se destacaron equipos como Los Cardenales, Tayrona, Barrero Hermanos, Los Mismos, Los '70, Villemar, Olimpic F.C., Sport Boys, Aerocondor, Talleres B-600, Los Embajadores, Juventud Alianza, Gornik, Ban Field, Quilmes, Como Caiga y Parsenal, entre muchos más. Jugadores destacados como Virgilio Moreno, Faustino Romero, Mariano Acevedo, Germán y Álvaro Martínez, Carlos Milkes, Oscar Rivera, Álex García y Andrés Chitiva, entre muchos otros. 
Durante los años 90 se organizaron diferentes grupos de hinchas de Millonarios y Santa Fe. En ocasiones, se generaron enfrentamientos violentos entre los barristas.
- 271 parques y escenarios públicos deportivos
- 3 canchas sintéticas distritales

## Símbolos

### Bandera
Aprobada por el Acuerdo Local 4 de 2001, dispone la bandera en dos colores, verde en la mitad superior, representando "las grandes haciendas con sus sembrados, lagunas, ríos y grandes extensiones sabaneras de la altiplanicie" y amarilla en la inferior significado el sol naciente.

### Escudo
El escudo de la localidad fue aprobado por el acuerdo local 007 de 2010, diseñado por Cesar Augusto Arciniegas Beltran.
Escudo de origen español repartido en franco cuartel en la siguiente disposición, siendo la diestra en fondo argen y figuras en azur y la siniestra en fondos sinoples y figuras argen:
- Corona: representa al piñón como el eje de la industria en sinople
- Diestra de jefe: Iglesia de Santiago Apóstol, que representa al catolicismo implantado tras la conquista.
- Siniestra de jefe: Domo de Maloka en azur por sus reflejos, representando la modernidad, ciencia, empresa e innovación, acompañados de tres triángulos hacia arriba en diestra, la Terminal de Transporte
- Diestra de punta: Pájaro sobre el agua y pastizal, representa los humedales y los ríos que bañan la localidad.
- Siniestra de punta: Conocimiento prehispánico y el arte.
- Lema: en la base, lineado sinople y fondo argen, indica el nombre de la localidad en azur.

### Himno
Fue compuesto por Neftalí Gómez Suárez (letra) y Óscar Herrera (música), como parte del concurso promovido por el Proyecto 587 de 2009, titulado «Encontremos los símbolos locales de Fontibón: himno y escudo», y fue adoptado oficialmente mediante el Acuerdo Local 007 de 2010.
Antes de ello, existía una canción de carácter humorístico que circulaba de manera popular. En 1973, la Alcaldía Menor de Fontibón convocó un concurso para seleccionar el himno de la localidad, cuyo ganador recibiría un premio de 300 000 pesos colombianos. El compositor José Jesús Castro creó el Himno Tradicional de Fontibón, compuesto por cuatro estrofas e inspirado en las antiguas casas del barrio Villemar, especialmente en sus jardines. La obra fue registrada bajo el radicado 96001387, el 10 de mayo de 1996.

Sin embargo, este himno no fue adoptado oficialmente, por lo que, mediante el Decreto Local 004 de 2009, se convocó un nuevo concurso para definir tanto un escudo como un himno oficial para la localidad.
| CORO: Jubilosos cantemos un himno al empuje, al coraje, al valor, de la patria estrella fulgente eres tú sin igual Fontibón. I En los Andes altivo y gallardo hay un pueblo valiente y audaz, en la verde sabana engastado con sus ríos de inquieto raudal. II Capitán poderoso es de estirpe, de corona real su pendón, y su raza mestiza y valiente, Fontibón amerindio español. III En su suelo Hyntiva grandioso fue del Zipa defensa y bastión, de la patria leal eres siempre, promisorio inmortal Fontibón. IV Doctrineros al indio enseñaron una luz, una cruz, una fe, pero el pueblo conserva el legado ancestral de Bochica y Bachué. V Escenario de grandes hazañas, cual santuario para el pensador, arte y ciencia florece en tu suelo y a la patria le brindas tu don. VI Visitantes ilustres hallaron en tu seno abrigo y amor, en tu tierra nadie es peregrino, fraternal, señorial Fontibón. VII En ti Mutis inicia glorioso de la ciencia la ruta triunfal, y en brillantes memorias describe de la patria riqueza sin par. VIII A Santiago el Apóstol se erige templo bello, digno y colonial, y hoy tu pueblo le admira orgulloso con arreos de gran catedral. | IX Con Nariño y Bolívar lucharon hijos tuyos de empuje y valor, para dar libertad a Colombia y forjar aguerrida Nación. X Escritores, artistas, poetas perpetuaron tu historia y virtud, con su luz enseñaron un rumbo para ejemplo de la juventud. XI Tus mujeres altivas y hermosas a la patria dan vida y honor, a la ciencia, al trabajo y al arte le deparan progreso y valor. XII Inspirados artistas crearon construcciones de insigne expresión, y en casonas y un templo sagrado nos legaron cultura y fervor. XIII Monumentos plasmaron tu gloria de un pasado radiante en tu ser, y cual faro iluminan tu historia las bondades de Pedro Claver. XIV Tradición de acogida es tu seno sin distingos de humilde o señor, convivencia se aspira en tu suelo, cultural sincretismo es tu don. XV Avenidas y grandes proyectos hoy avanzan con gran decisión, y tu pueblo expectante avizora un futuro feliz, provisor. XVI La cultura y la ley es tu escudo, la verdad y la fe tu blasón, la esperanza ilumina tu cielo sin distingos de estirpe y color. XVII De gran urbe eres hoy integrante, polo activo de industria creador, y al futuro valiente tú avanzas, majestuoso y audaz Fontibón. |